# Улица Пушкина (Саратов)
Улица Пушкина — одна из центральных улиц Саратова. Проходит от улицы Максима Горького до улицы Вольской, протяжённость всего 1 квартал. Находится в Октябрьском районе.

## История
В первой половине XIX века здесь был Тихий переулок, который постепенно застроили. Здесь появились канатные прядильни, по отходам производства — кострику — улица стала называться Малая Кострижная.
В 1937 году в стране широко отмечалось 100-летие со дня гибели великого русского поэта Александра Сергеевича Пушкина (1799—1837). 5 февраля 1937 года решением президиума Саратовского горсовета Малую Кострижную переименовали в улицу Пушкина.
В 1999 году в дни празднования 200-летия со дня рождения А. С. Пушкина у дома № 22 на улице его имени был установлен памятник поэту, автор — скульптор В. Степанов.

## Фотографии

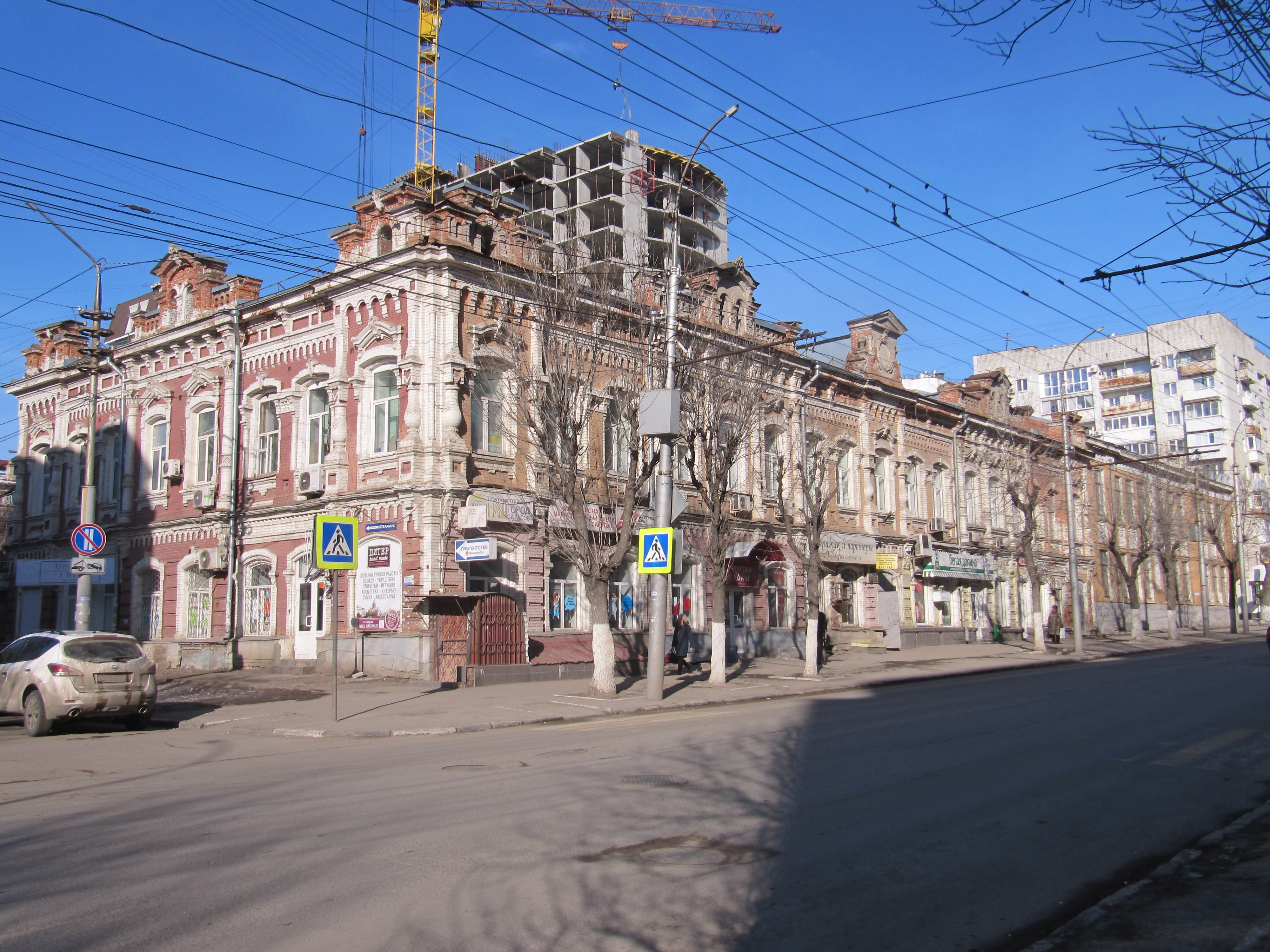
Дом на углу ул. Пушкина и Горького
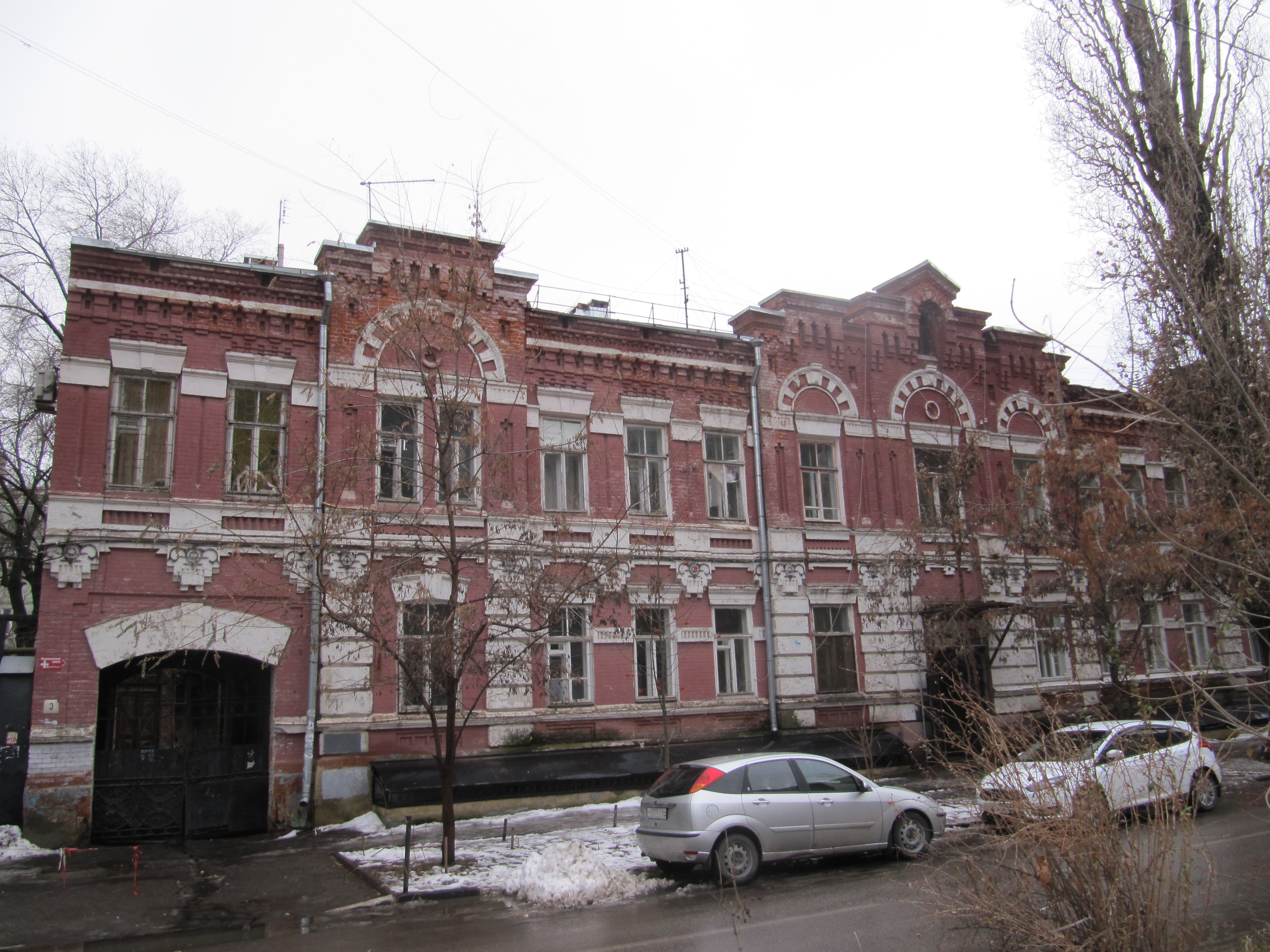
Дом 3 ул. Пушкина
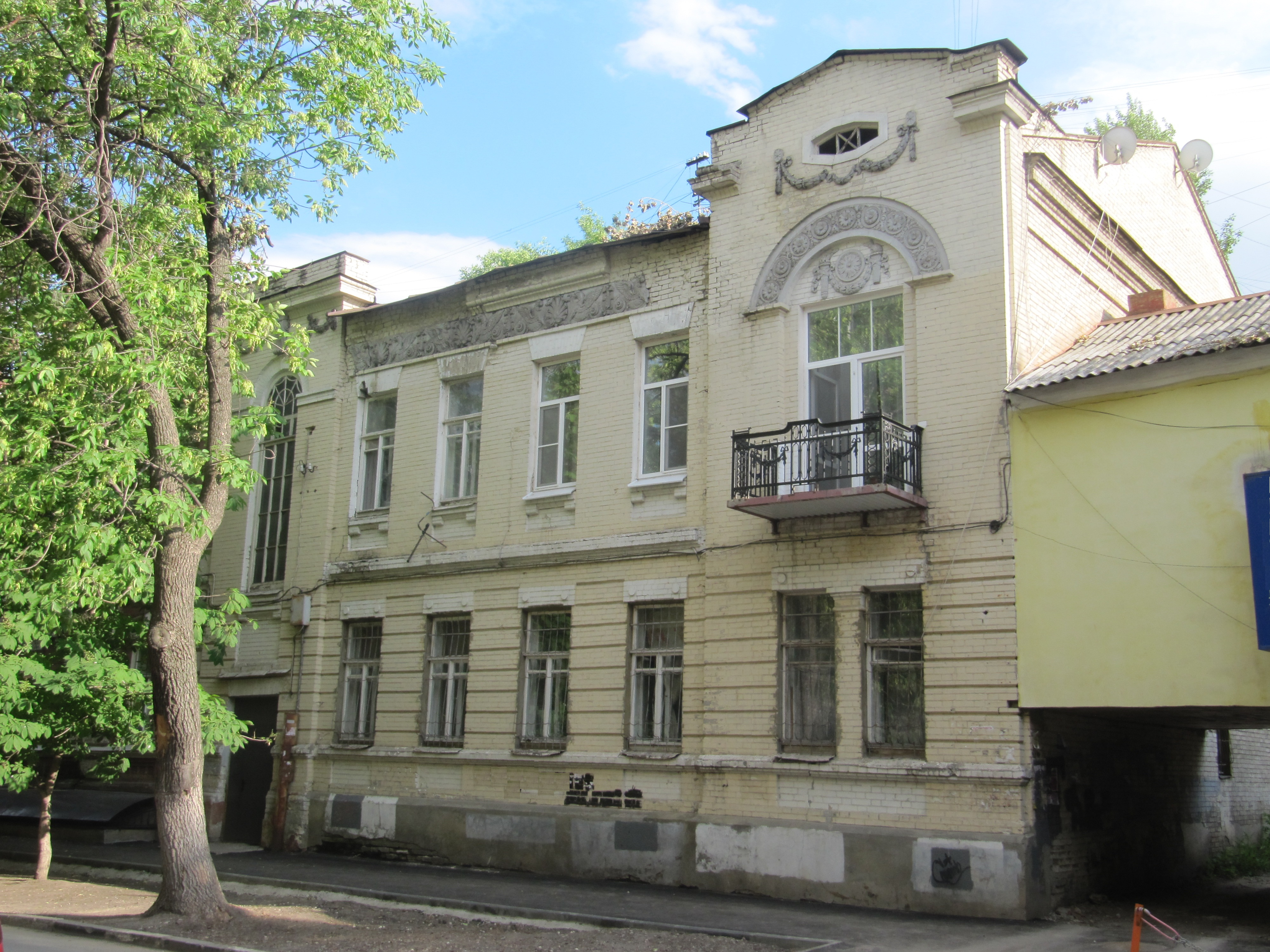
Дом 5 ул. Пушкина
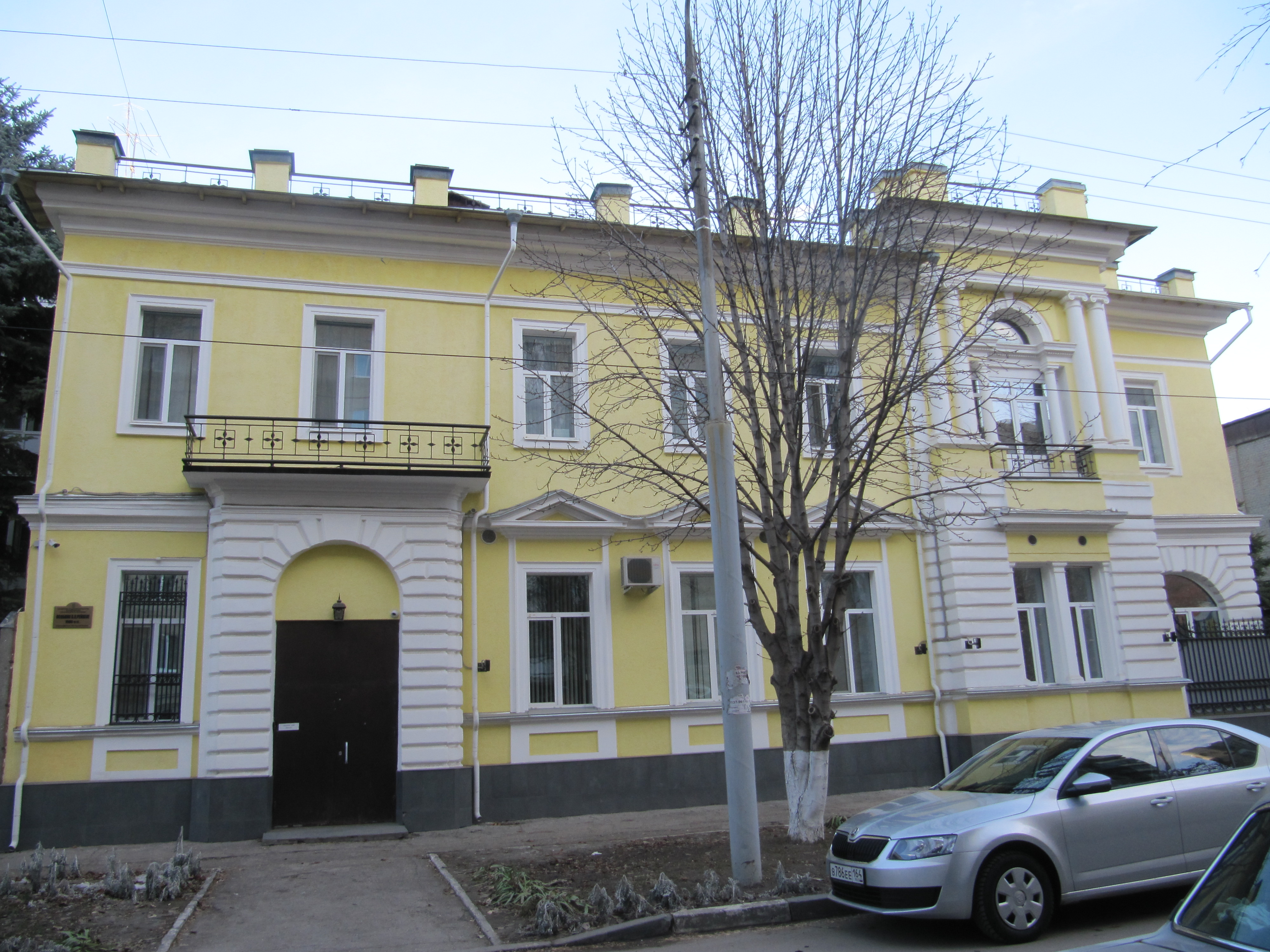
Особняк Рейнеке В.К. ул. Пушкина 22
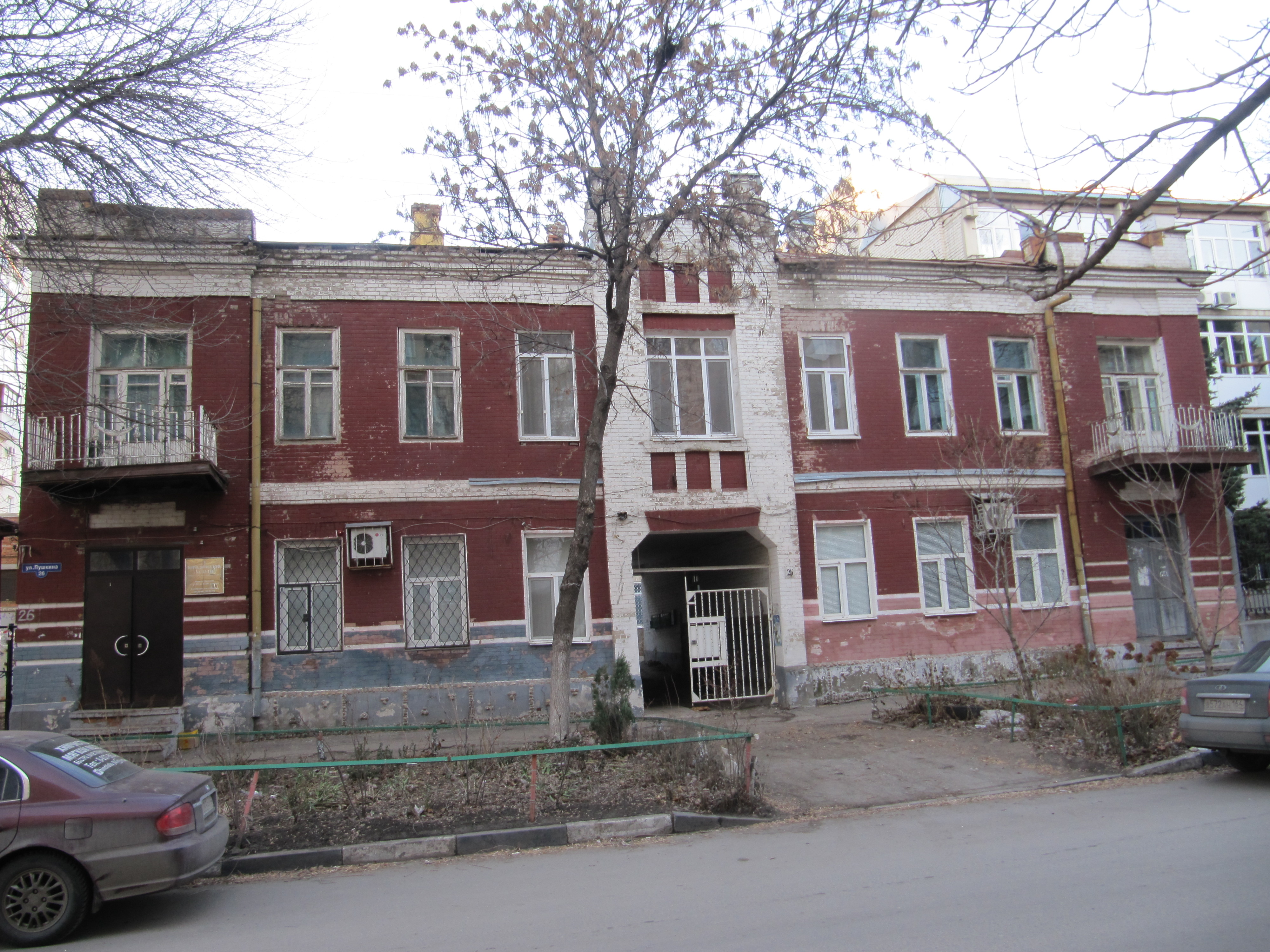
Дом 26 ул. Пушкина
Памятник Пушкину на ул. Пушкина